# 苏代耶
苏代耶（法語：Soudeilles，法語發音：[sudɛj]）是法国科雷兹省的一个市镇，属于于塞勒区。

## 地理
苏代耶（45°26'44"N, 2°4'42"E）面积20.39 平方千米，位于法国新阿基坦大区科雷兹省，该省份为法国中南部省份，北起上维埃纳省和克勒兹省，西接多爾多涅省，南至洛特省，东临多姆山省和康塔爾省。
与苏代耶接壤的市镇（或旧市镇、城区）包括：达尔内、达维尼亚克、埃格勒通、莫萨克、佩雷贝莱尔。

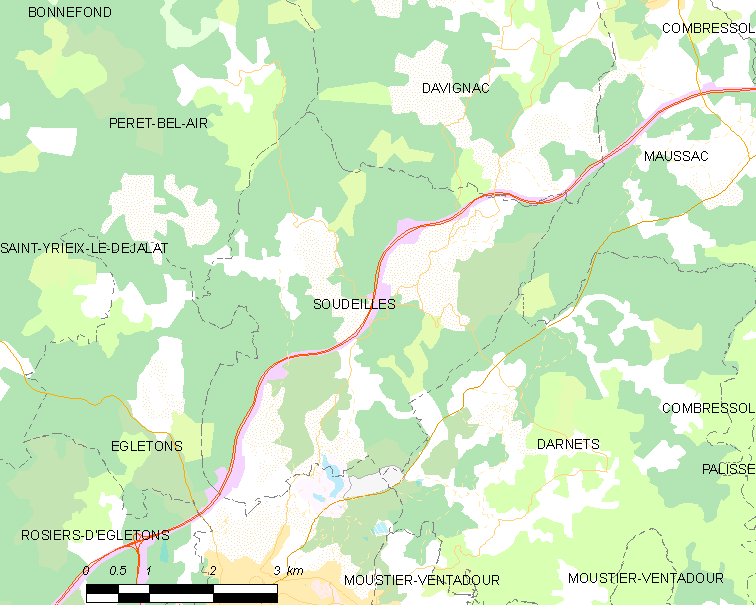
苏代耶的OSM定位图

苏代耶的时区为UTC+01:00、UTC+02:00（夏令时）。

## 行政
苏代耶的邮政编码为19300，INSEE市镇编码为19263。

## 政治
苏代耶所属的省级选区为米勒瓦什高原县。

## 人口

1962-2008年间苏代耶人口变化图示

苏代耶于2022年1月1日时的人口数量为297人。